# Lac de la Déception
Pour les articles homonymes, voir Déception.
Le lac de la Déception est un lac de l'île principale des îles Kerguelen, dans les Terres australes et antarctiques françaises (TAAF). Il est situé sur le plateau Central.